# Going Up the Country
„Going Up the Country“ je píseň americké bluesrockové skupiny Canned Heat. Původně vyšla na jejím třetím albu Living the Blues v listopadu 1968. Nedlouho poté vyšla také jako singl, na jehož druhé straně byla píseň „One Kind Favor“. Singl se umístil na jedenácté příčce hitparády Billboard Hot 100. V britské hitparádě UK Singles Chart se umístil na devatenáctém místě. Píseň se stala jedním z největších hitů kapely. Píseň je založená na písni „Bull Doze Blues“, kterou v roce 1928 nahrál texaský bluesový hudebník Henry Thomas.